# Selektivní modulátor receptoru androgenu
Selektivní modulátor receptoru androgenu nebo selektivní modulátor androgenního receptoru (SARM) je typ ligandu androgenního receptoru. Název se řídí terminologií, která se v současné době používá pro podobné molekuly zaměřené na receptor estrogenu, selektivní modulátor estrogenového receptorů např. tamoxifen ).
Modulátor má stejný účinek jako androgenní léky, ale je mnohem selektivnější v jejich působení  umožňuje více efektů než relativně zákonem omezené použití anabolických steroidů.

## Srovnání s testosteronem

Struktura testosteronu

V současnosti používané androgeny pro hormonální substituční terapii mužů jsou typicky injikovatelné nebo kožní formule testosteronu nebo jeho esterů. Injekční formy esterů testosteronu (např. testosteron enantát, propionát nebo cypionát ) způsobují nežádoucí kolísání hladin testosteronu v krvi, s příliš vysokými hladinami krátce po injekci a následně nízkými. Kožní náplasti poskytují lepší profil testosteronu v krvi, ale podráždění pokožky a denní aplikace stále omezují jejich užití.
SARM poskytuje schopnost podobu molekuly, která může být podávány orálně, ale který selektivně cílí na androgenní receptory v různých tkáních. Cílem výzkumu v této oblasti je umožnit očekávanou odpověď: zacílené tkáně reagují stejně jako na testosteron; jiné tkáně, kde by se vznikaly nežádoucí vedlejší účinky, reagovat nebudou.
Žádný ze současně vyvinutých SARM není úplně selektivní anabolickými účinky ve svalových nebo kostních tkáních bez toho, že by nevyvolal androgenních účinků v tkáních, např. prostata, nicméně nesteroidní androgeny vykazují poměr anabolických a androgenních účinků vyšší než 3: 1 dokonce i 90: 1 v případě RAD-140 ve srovnání s testosteronem, který má poměr 1: 1.   

Struktura RAD-140

Zatímco SARM pravděpodobně vykazují určité virilizační účinky při použití ve vysokých dávkách (např. v kulturistice), při nižších terapeutických dávkách mohou být účinně selektivní pro anabolické účinky, což je například důležité, pokud má SARM mít klinický efekt při léčbě osteoporózy u žen. Jedna významná výhoda dokonce u SARM první generace je, že jsou všechny orálně aktivní bez poškození jater, zatímco většina anabolických steroidů není účinná orálně a musí být injektována a ty anabolické steroidy, které jsou aktivní perorálně, mají tendenci způsobovat poškození jater při nadměrným užítí. Výzkum pokračuje směrem k účinnějším a selektivnějším SARM, stejně jako optimalizace vlastností typu perorální biologická dostupnost a zvýšený poločas rozpadu in vivo. Vzhledem k tomu, že první tkáňově selektivní SARM byly demonstrovány až v roce 2003, dosud testované sloučeniny představují pouze první generaci SARM a budoucí vývoj může nechat vzniknout více selektivní agens ve srovnání s dnes dostupnými typy.   

### Selektivita u mužů
Například pokud je cílem růst kostí u starších mužů s osteopenií nebo osteoporózou, ale bez zjevných příznaků hypogonadismu, je žádoucí SARM zacílené na kosti a svalové tkáně, ale s menším účinkem na prostatu nebo varle. 

### Selektivita u žen
SARM pro ženy by ideálně stimuloval zadržování kostí nebo libido a další funkce, které androgeny mohou ovlivnit bez negativních vedlejších účinků typu rozvoj mužských pohlavních charakteristik ( virilizace ), zvýšené poměry LDL / HDL, dysfunkce jater a tak dále. 

## Příklady

### Klinické testování

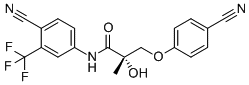
MK-2866 také známý jako Ostarin nebo Enobosarm

- Enobosarm (ostrik, MK-2866, GTx-024, S-22) ovlivňuje jak svalovinu a kosti, je určen hlavně pro osteoporózu, ale také léčbu příznaků andropauzy a sarkopenie u starších osob a kachexii u pacientů s rakovinou. [11]
- BMS-564 929 - ovlivňuje hlavně růst svalů, určený jako léčba příznaků andropauzy
- LGD-4033 (ligandrol) - farmakologický profil podobný profilu enobosarmu.

### Preklinické testování
- AC-262 356 [12]
- LGD-2226 - ovlivňuje svalovinu a kosti
- LGD-3303 [13]
- S-40503 - selektivní pro kostní tkáň, nízká virilizaci, pro osteoporózu a může být vhodná pro ženy
- S-23 - ve vývoji jako mužská hormonální antikoncepce [14]
- RAD140 [15]

- Acetothiolutamid - vysoce afinitní AR agonista plně in vitro, ale velmi nízká aktivita in vivo kvůli špatné farmakokinetice [16]
- Andarin ("S-4") [17] - částečný agonista určený hlavně k léčbě benigní hypertrofie prostaty
- LG-121071 [18] [19]
- TFM-4AS-1
- YK-11

## Dostupnost
V roce 2013 začaly některé společnosti prodávat různé supplementy na bázi SARM jako doplňky, a to údajně v rozporu se zákonem o zdraví a vzdělávání potravin z roku 1994 (DSHEA) a intelektuálními právy patentovaných držitelů sloučenin.  V roce 2017 bylo zjištěno, že mnohé doplňky, které jsou prodávány a tvrdí, že jsou SARM, ve skutečnosti neobsahují danou chemickou látku. 
Větší pozornost způsobil hráč Florida Gators, Will Grier, který byl údajně pozitivní na LGD-4033, ale University of Florida to popírá. 
V roce 2017 byl Joakim Noah udělen trest pro pozitivní test na LGD-4033. 
V říjnu 2017 zaslal úřad pro kontrolu potravin a léků výstražné dopisy třem společnostem, kde oznámil, že SARM je klasifikován jako neschválený lék a mohou způsobit potenciální nežádoucí vedlejší účinky včetně kardiovaskulárních a jaterních poškození. 

## Příbuzná témata
- Selektivní modulátor receptoru
- Selektivní modulátor estrogenního receptoru
- Selektivní modulátor progesteronového receptoru
- Selektivní agonista receptoru pro glukokortikoidy